# HD 88025
HD 88025，又名BD-14 3036，SAO 155763、HR 3986，是一颗恒星，视星等为6.27，位于銀經255.27，銀緯31.8，其B1900.0坐标为赤經10h 3m 45.8s，赤緯-15° 31.8′ 21″。